# هانس فون بارتلس
هانس فون بارتلس (بالألمانية: Hans von Bartels)‏ هو رسام وأستاذ جامعي ألماني، ولد في 25 ديسمبر 1856 في هامبورغ في ألمانيا، وتوفي في 5 أكتوبر 1913 في ميونخ في ألمانيا.